# Катерина Болонська
Катерина Болонська або Катерина де Вігрі (італ. Caterina da Bologna або італ. Caterina de' Vigri , Болонья 8 вересня 1413-Болонья, 9 березня 1463) — засновниця і перша абатиса Клариссинського монастиря Корпус Доміні (Corpus Domini — Тіло Христове) в Болоньї. Свята, була канонізована папою римським Климентом XI 22 травня 1712 року.

## Біографія
Катерина, аристократка по походженню, дочка Джованні де Вігрі, визначного дипломата і адвоката з Болоньї. В 11 років Катерина була фрейліною в дворі Маргарити д'Есте, позашлюбної дочки маркіза Нікколо III , послом якого був її батько. При дворі вона навчається мистецтву, пише вірші і прозу, вивчає латинь і каліграфію, грає на альті і малює. Але вже через 3 роки Катерина відмовилась від світського життя і ввійшла в общину дів-терціарок ордену св. Франциска в Феррарі.

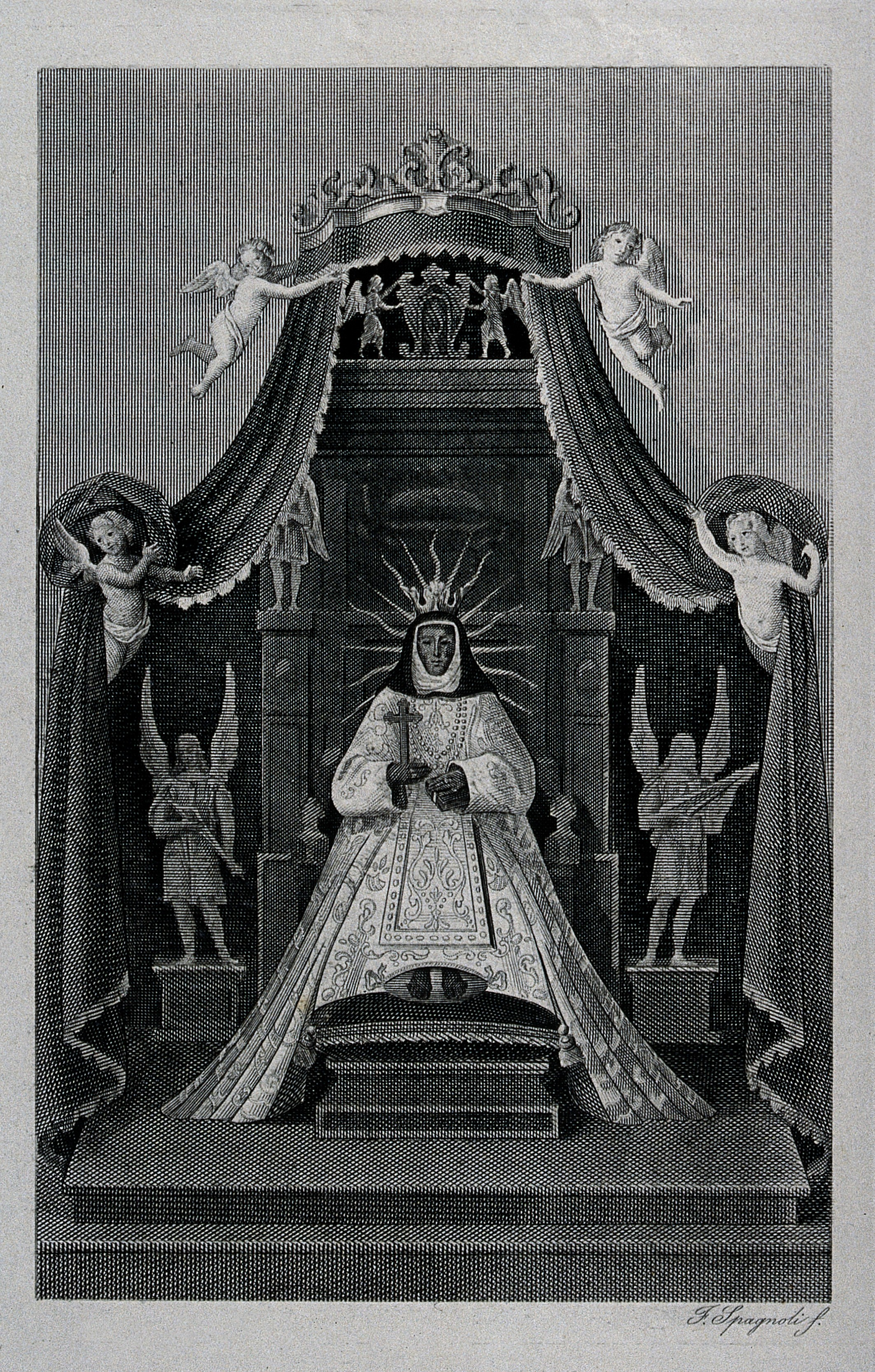
Св. Катерина Болонська Народилася — 8 вересня 1413 Померла — 9 березня 1463 (49 років) Канонізована — 22 травня 1712

В 1431 році разом з іншою молодою жінкою з Феррари, вона заснувала Монастир Тіла Господнього для Ордену святої Клари.
До Болоньї вона вернулась 1456 року, коли міська влада звернулась до неї з проханням заснувати і бути настоятелькою жіночого монастиря цього ж ордену, який мав би розташовуватися при церкві Тіла Христового (Basilica of Corpus Domini).
Катерина — автор «Трактату про сім духовних обладунків необхідних для духовної війни». Частина цієї книги детально описує її видіння і Бога і сатани. Рукописи супроводжуються малюнками, оскільки Катерина була ще й художницею. Частина її рукописів збереглася, включаючи життєпис святої Урсули з 1456 року, і тепер зберігається в Академічній Галереї в Венеції.
Катерина померла у 48-річному віці. Через вісімнадцять днів її ще нетлінне тіло ексгумували і перемістили в каплицю Кларисок в Болоньї. Її мощі знаходяться там і понині за склом.

## Вшанування
Свята Катерина вважається захисницею від спокус і покровителькою художників. Її шанували в рідній Болоньї три століття, перш ніж канонізували в 1712 році. День пам'яті в Католицькій церкві 9 березня.

## Сучасні події
У минулому тисячолітті були виявлені нові роботи Катерини і видані на італійську мову в її рідній Болоньї. Ось їх опис кардиналом Біффі Джакомо (італ. Giacomo Biffi):
|  | Роботи Катерини Болонської, багато з яких довго залишалися невідомими, тепер побачили світ. Ми не можемо сказати, що вона не заслужила своєї популярності як громадський діяч, так само як і не можемо стверджувати, що це було лише ланцюгом обставин. Тепер ми маємо можливість міркувати про справжню пам'ятку богослов'я, який після „Трактату про сім духовних обладунків, необхідних для духовної війни“ був створений з особливих самостійних частин: „Дванадцять садів“ — містична робота її юності, „Розарій“ — латинський вірш про життя Ісуса і „Проповіді“ — промови Катерини її сестрам по ордену. |

## Праці

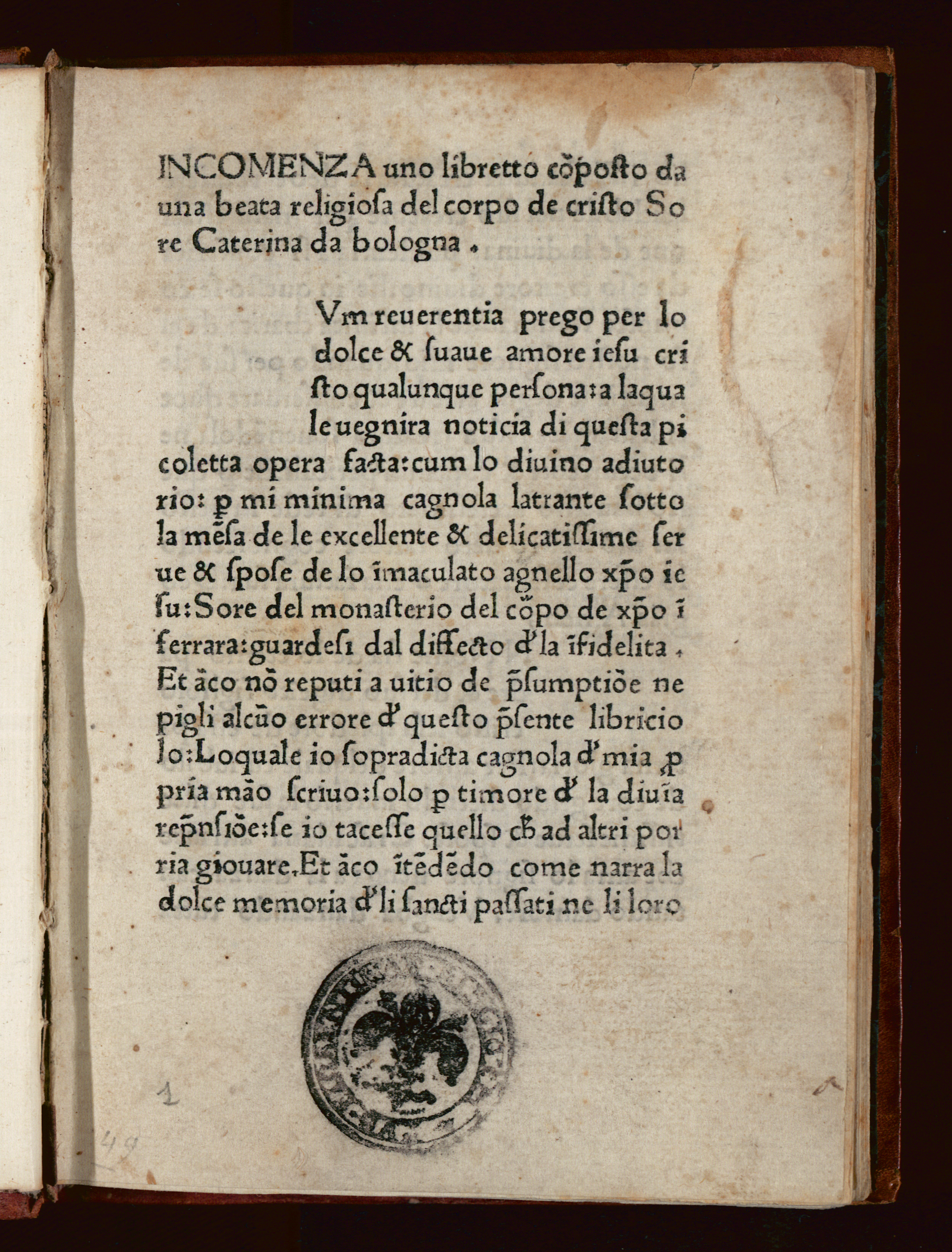
Sette armi spirituali, 1475

- Treatise on the Seven Spiritual Weapons Necessary for Spiritual Warfare
- Laudi, Trattati e Lettere
- I dodici giardini
- Rosarium
- I sermoni